# Vassili II
 (janvier 2014).
Si vous disposez d'ouvrages ou d'articles de référence ou si vous connaissez des sites web de qualité traitant du thème abordé ici, merci de compléter l'article en donnant les références utiles à sa vérifiabilité et en les liant à la section « Notes et références ».
Vassili II (en russe : Василий II Васильевич Тёмный), dit Vassili l'Aveugle ou Basile le Ténébreux, (10 mars 1415 – 27 mars 1462) fut grand-prince de Moscou de 1425 à 1462 ; son règne fut marqué par la plus importante guerre civile de la Russie médiévale ; la guerre de Succession moscovite.

## Biographie

### Dix ans de guerre intestine
Vassili II est le fils aîné de Vassili Ier Dimitriévitch et de Sophie de Lituanie, fille unique de Vytautas le Grand. À la mort de son père, il est proclamé grand-duc alors qu'il n'a que dix ans. Son oncle, Iouri de Zvenigorod, prince de Galitch-Mersky, et ses deux fils, Vassili le Loucheur  et Dimitri Chemyaka, saisissent l'occasion pour mettre en avant leur revendication sur le trône, tandis que la régence est confiée à la mère de Vassili II, Sophie de Lituanie. La prétention de Vassili est soutenue par son grand-père maternel, Vytautas. Les motifs de la grande guerre féodale qui s'ensuit sont controversés. Il y a quelques raisons de croire que la famille de Iouri, dont les territoires nordiques sont riches en sel et en minerai, pouvaient offrir à la Russie un espoir de développement économique.

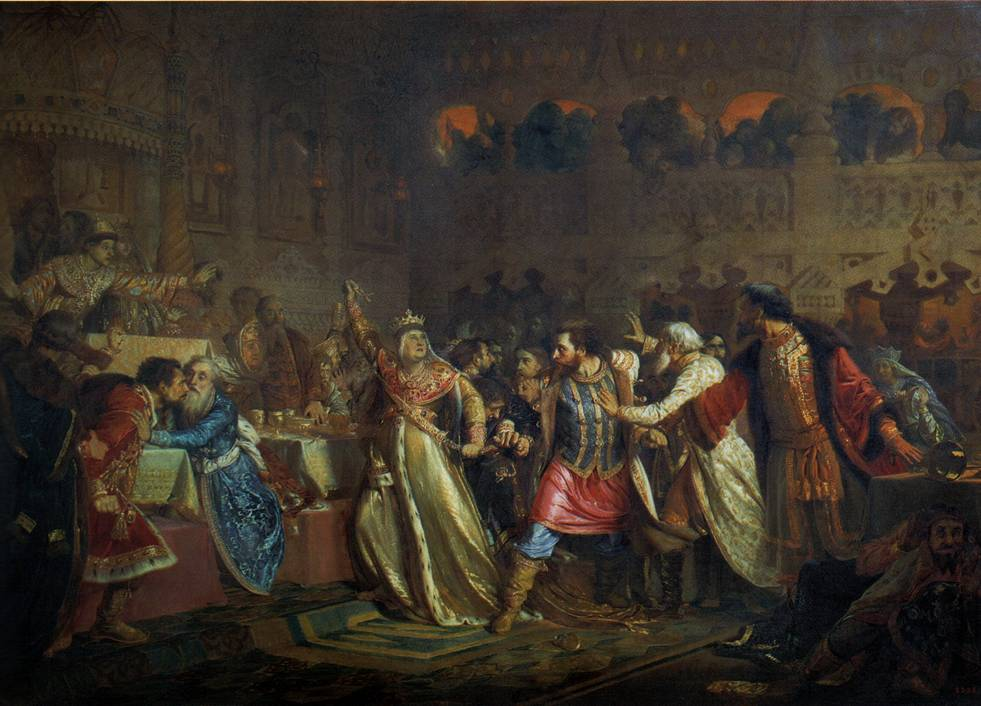
Au mariage de Vassili II, sa mère retire la ceinture d'or du prince Vassili le Loucheur (1861)

En 1430, après la mort de Vytautas, Iouri obtient de la Horde d'or l'accord pour s'emparer du trône de Moscou. Cependant, le Khan finit par ne plus le supporter en raison de la politique fourbe d'Ivan Vsevoljsky, prince de Smolensk et boyard moscovite. Quand Iouri rassemble une armée et attaque Moscou, Vassili, trahi par Vsevoljsky, est vaincu et fait prisonnier par ses ennemis (1433). Après avoir été proclamé grand-prince de Moscou, Iouri pardonne à son neveu et l'envoie régner sur la ville de Kolomna. Cette clémence s'avère une erreur, car, immédiatement, Vassili commence à comploter contre son oncle et à réunir toutes sortes de mécontents. Ne se sentant pas en sécurité sur son trône, Iouri abdique et quitte Moscou pour ses territoires nordiques. À son retour à Moscou, Vassili fait rendre aveugle le traître Vsevoljsky.
Cependant, les fils de Iouri reprennent à leur compte les revendications de Iouri et décident de continuer la lutte. Ils arrivent à vaincre Vassili qui doit chercher refuge auprès de la Horde d'or. Après la mort de Iouri en 1434, Vassili le Loucheur entre au Kremlin, où il est proclamé grand-prince. Dimitri, qui a également des vues sur la couronne, se fâche avec son frère et conclut une alliance avec Vassili II. Ils font en sorte de faire bannir Vassili le Loucheur du Kremlin en 1435. Ce dernier est capturé et rendu aveugle, ceci l'évinçant de la prétention au trône.

### Luttes contre Kazan et Chemyaka
Le règne de Vassili voit l'effondrement de la Horde d'or et son morcellement en petits khanats. Alors que son trône est relativement assuré, il doit s'occuper de la menace tatare.

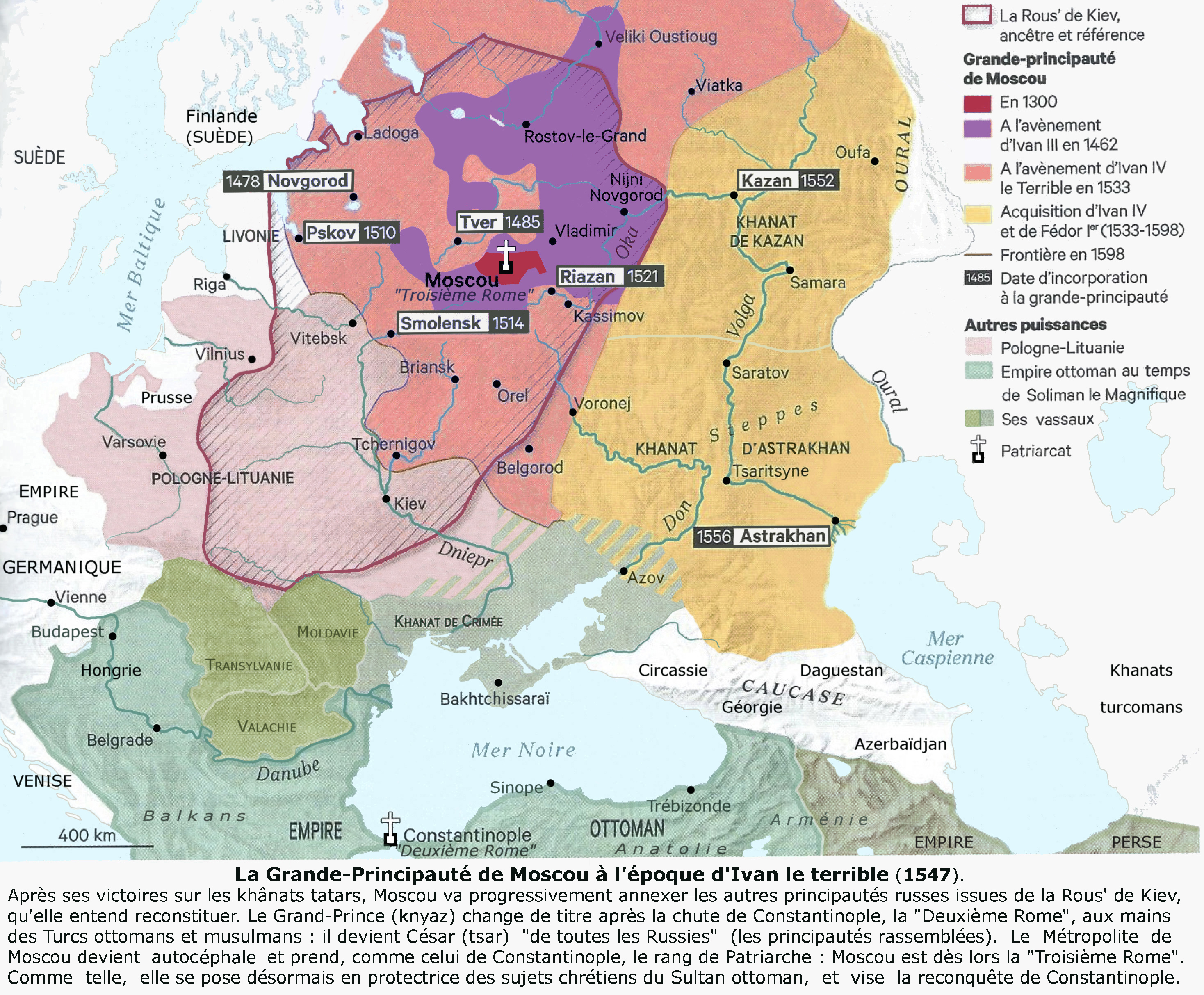
La Grande-principauté de Moscou et son expansion territoriale aux.

En 1439, Vassili doit s'enfuir de la capitale assiégée par Oloug Moxammat ('Oleg Mohammed'), seigneur du nouveau khanat de Kazan. En juillet 1445, ses troupes affrontent Oloug Moxammat, mais il est vaincu et fait prisonnier lors de la bataille de Souzdal. Les Moscovites doivent réunir une énorme rançon (200 000 roubles selon les chroniqueurs de Novgorod) pour la libération du prince effective le 1er octobre 1445.
Pendant ce temps, Moscou est passée à Dimitri Chemyaka. Gardant en mémoire le sort de son propre frère, Dimitri fait aveugler Vassili, qui reçoit le surnom de  « l'Aveugle » ou, plus précisément « qui voit l'obscurité ». Il est ensuite exilé à Ouglitch en 1446. Vassili se réfugie aussi pendant un temps au Monastère de Kirillo-Belozersky. Comme Vassili a encore un certain nombre de sympathisants à Moscou, Dimitri le fait revenir d'exil et lui donne Vologda en apanage. Ceci s'avère une nouvelle erreur, car Vassili réunit rapidement ses sympathisants et reconquiert le trône.
La victoire définitive de Vassili sur son cousin survient en 1450, quand il s'empare de Galitch-Mersky et empoisonne Dimitri. Les enfants de ce dernier arrivent à s'enfuir en Lituanie. Ces événements mettent un terme au principe des successions collatérales, qui étaient la principale cause des luttes intestines médiévales.

### Fin de règne et politique
En 1453, Les Turcs Ottomans prennent Constantinople et le patriarche de Constantinople reconnaît la suprématie du pape au concile de Bâle. Vassili rejette immédiatement cette concession. En 1459, après la mort accidentelle de sa fille illégitime Odine, la guerre ayant pris fin, Vassili élimine la plupart des petits apanages de Moscovie de façon à asseoir son autorité souveraine. En conséquence de ses campagnes militaires, les gouvernements républicains de Novgorod, Pskov et Viatka sont contraints de le reconnaître comme étant leur seigneur.
En 1448, l'évêque de Riazan, Jonas, est nommé, sur son ordre, métropolite de Russie, ce qui équivaut à une déclaration d'indépendance de l'Église orthodoxe russe par rapport au patriarche de Constantinople (cette scission est appelée autocéphalie). Ceci conforte la réputation d'une Russie renforcée parmi les États orthodoxes.
À sa mort en 1462, après 37 ans d'un règne mouvementé, il est inhumé dans la cathédrale de l'Archange-Saint-Michel de Moscou.